# Геострофический ветер
Геострофи́ческий ве́тер (от др.-греч. γῆ «земля» + στροφή «поворот») — вызванный вращением Земли теоретический ветер, который является результатом полного баланса между силой Кориоли́са и горизонтальным компонентом силы барического градиента — такие условия называются геострофическим балансом. Геострофический ветер направлен параллельно изобарам (линиям постоянного атмосферного давления на определённой высоте). В природе такой баланс встречается редко. Реальный ветер почти всегда отклоняется от геострофического за счёт действия других сил (трение о поверхность Земли, центробежная сила). Таким образом, реальный ветер будет равен геострофическому, если отсутствует трение и изобары являются идеальными прямыми. Несмотря на практическую недостижимость таких условий, трактовка ветра как геострофического явления — достаточно хорошее первое приближение для определения потоков в атмосфере вне тропической зоны.

## Происхождение
Воздух движется из областей с высоким давлением в область с низким давлением благодаря существованию силы барического градиента. Однако как только воздух приходит в движение, на него начинает действовать и сила Кориолиса, которая отклоняет поток вправо в Северном полушарии и влево в Южном полушарии. С увеличением скорости ветра увеличивается и отклонение под влиянием силы Кориолиса. Отклонение увеличивается до тех пор, пока сила Кориолиса и сила барического градиента не сбалансируют друг друга, в результате чего воздух будет перемещаться уже не от области высокого давления в область низкого, а вдоль изобары (линии равного давления). Геострофическим балансом объясняется, почему системы низкого давления (в частности, циклоны) вращаются против часовой стрелки, а системы высокого давления (в частности, антициклоны) по часовой стрелке в Северном полушарии (и наоборот в Южном полушарии). Им же объясняется и барический закон ветра.

## Геострофические течения
Многие течения в океане тоже геострофические. Как многочисленные измерения метеозондов, собирающих информацию об атмосферном давлении на разных высотах в атмосфере, используются для того чтобы определить поле атмосферного давления и вывести геострофический ветер, также и измерения плотности по глубине в океане используются для вывода геострофических течений. Спутниковые альтиметры также используются для измерения аномалий высоты морской поверхности, которая позволяет вести расчёт геострофических течений. Геострофическое течение в воде или в воздухе — это внутренняя волна нулевой частоты.

## Ограничения геострофического приближения
Эффект трения между воздухом и земной поверхностью нарушает геострофический баланс. Трение замедляет поток, уменьшая эффект от силы Кориолиса. В результате сила барического градиента имеет больший эффект, и воздух всё-таки движется от высокого атмосферного давления к низкому атмосферному давлению, хоть и с большим отклонением. Это объясняет, почему ветры в системах высокого давления (антициклонах) расходятся от центра системы, тогда как ветры в системах низкого давления (циклонах) спирально закручиваются к центру системы.
При расчёте геострофического ветра пренебрегают силой трения, что обычно является хорошим допущением для мгновенного потока в средней тропосфере умеренных широт. Но, несмотря на то, что агеострофические члены в уравнении геострофического баланса относительно малы, они вносят значительный вклад в картину потоков и, в частности, играют большую роль в усилении и ослаблении ураганов.

## Математическое выражение
В приближении геострофического баланса компоненты вектора скорости {\displaystyle {\overrightarrow {V_{g}}}} геострофического ветра {\displaystyle (u_{g},v_{g})} на изобарической поверхности могут быть записаны как:
{\displaystyle u_{g}=-{g \over f}{\partial Z \over \partial y}~,}
{\displaystyle v_{g}={g \over f}{\partial Z \over \partial x}~,}
где:
{\displaystyle g} — ускорение свободного падения (9.81 м с−2);
{\displaystyle f=2\Omega \sin {\phi }} — параметр Кориолиса;
{\displaystyle \Omega } — угловая скорость вращения Земли;
{\displaystyle \phi } — широта (параметр Кориолиса равен примерно 10−4 с−1);
{\displaystyle Z} —  высота геопотенциала изобарической поверхности.
Справедливость этого приближения зависит от локального числа Россби. На экваторе приближение не работает, поскольку там {\displaystyle f} равняется нулю, и в тропиках обычно не используется.
Вектор скорости геострофического ветра также можно выразить через градиент высоты геопотенциала {\displaystyle \Phi } на изобарической поверхности:
{\displaystyle {\overrightarrow {V_{g}}}={{\hat {k}} \over f}\times \nabla _{p}\Phi ~.}
Параметры: {\displaystyle {\hat {k}}}, подстрочный индекс {\displaystyle {_{p}}}[прояснить]